# 淡江平鮋
淡江平鮋，為輻鰭魚綱鮋形目鮋亞目平鮋科的其中一種，為亞熱帶海水魚，分布於東太平洋美國奧勒岡州至墨西哥下加利福尼亞中部海域，棲息深度31-247公尺，體長可達54公分，棲息在底層水域，稚魚具漂浮性，卵胎生，生活習性不明。